# Neues Österreich

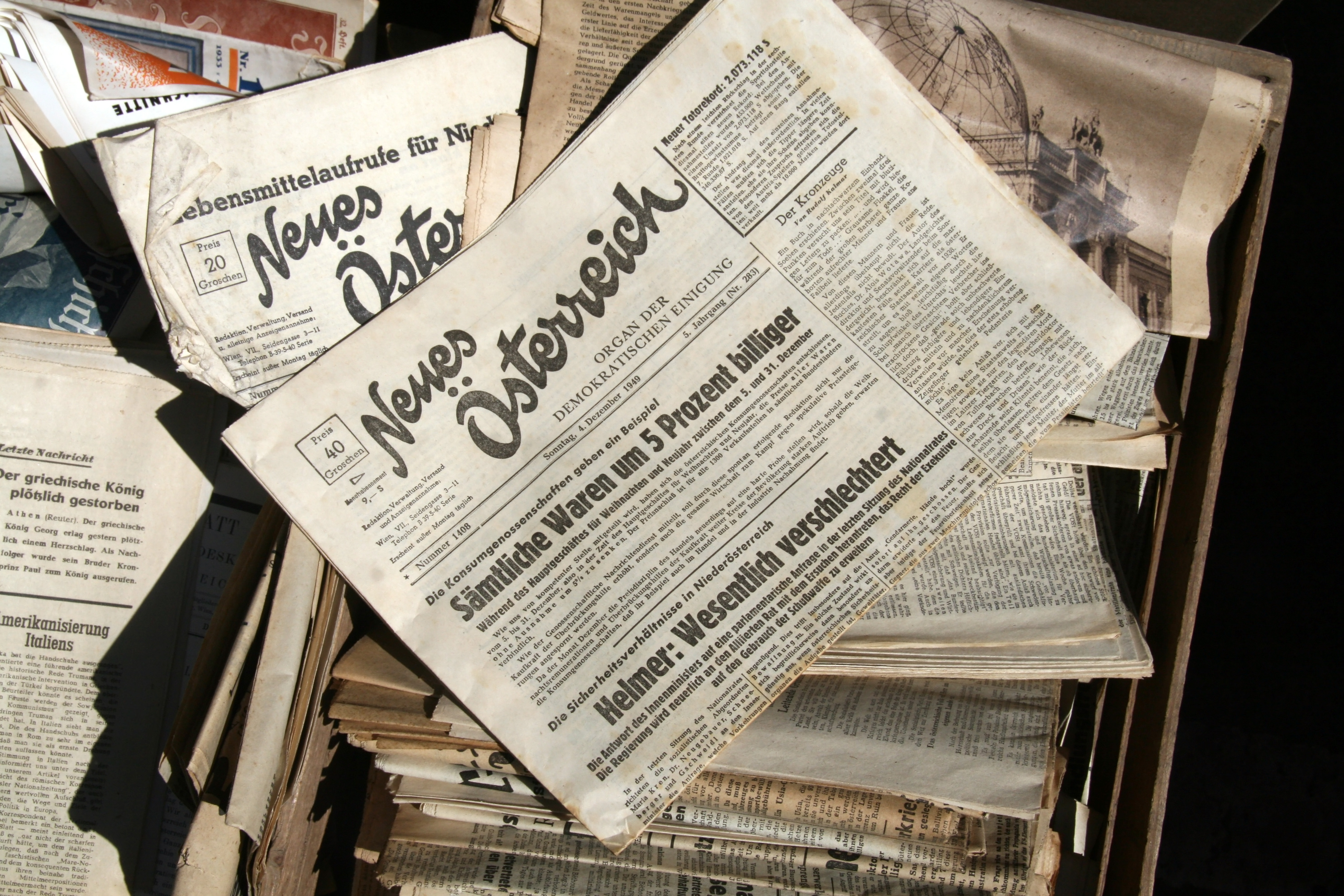
Ausgaben von Neues Österreich auf einem Flohmarkt (2011)

Neues Österreich war eine österreichische Tageszeitung, die als "Organ der demokratischen Einigung" von den Gründerparteien der Zweiten Republik, der ÖVP, der SPÖ und der
KPÖ, ins Leben gerufen wurde. Das täglich außer Montag erscheinende Blatt war – nach der von der Roten Armee ab dem 15. April 1945 herausgegebenen Heeresgruppenzeitung Österreichische Zeitung – die erste Tageszeitung, die bereits am 23. April 1945, vor dem offiziellen Kriegsende, erschien. 
Zu ihren prominenten Herausgebern zählten unter anderen Leopold Figl und der beliebte Schauspieler Paul Hörbiger. Der Kommunist Ernst Fischer war ihr erster Chefredakteur, stellvertretende Chefredakteure waren Paul Deutsch (SPÖ) und Leopold Husinsky (ÖVP). 1947 schied Ernst Fischer aus der Zeitung aus, dem von bürgerlicher Seite eine politisch zu linkslastige redaktionelle Leitung vorgeworfen wurde.
Das Blatt wirtschaftete über lange Jahre erfolgreich und erzielte Auflagen bis zu 200.000 Stück. Beliebt war vor allem die Sonntagsausgabe mit ihrem reichhaltigen Feuilletonteil und ihrer umfangreichen Inseratenbeilage. Aus einer Reihe von Gründen, darunter die Trafiksperre am Sonntag und eine Preiserhöhung, bei der die Konkurrenten nicht mitzogen, begann das Blatt Anfang der 1960er Jahre aber finanziell zu kränkeln. Es wurde 1963 an einen privaten Verlag im Besitz von Fred Ungart verkauft, der allerdings das Schrumpfen der Auflage auch nicht mehr verhindern konnte. Am 28. Jänner 1967 wurde das "Neue Österreich"  eingestellt. Sein letzter Chefredakteur war Anton Fellner.
Aus dem Redaktionsstab des Neuen Österreich ging in späterer Folge eine Vielzahl namhafter Persönlichkeiten hervor. Thomas Chorherr wechselte zur Tageszeitung Die Presse und wurde ihr Chefredakteur; der spätere Chefideologe der KPÖ, Ernst Wimmer, wechselte zur Volksstimme, Anton Fellner war von 1975 bis 1990 Leiter der Abteilung Religion beim staatlichen ORF, Elfriede Hammerl ist mehrfach ausgezeichnete Journalistin und Autorin.

„Österreicher! Zum erstenmal seit sieben Jahren dürft Ihr nun wieder in aller Öffentlichkeit mit diesem uns allen so teuren Namen angesprochen werden. Die von Millionen Menschen unseres Vaterlandes so lange und so heiß ersehnte Stunde der Befreiung von der nazistischen Zwingherrschaft ist gekommen. […] In der Wiener Stadtverwaltung haben sich Vertreter aller  demokratischen Parteien zu einer verheißungsvollen Arbeitsgemeinschaft zusammengefunden. In der Herausgeberschaft und Redaktion dieser ersten im befreiten Österreich erscheinenden Tageszeitung hat sich der gleiche Zusammenschluß vollzogen. Endlich kann in Österreich wieder eine Zeitung erscheinen, die nicht das Werkzeug gleichgeschalteter Lüge, sondern das Sprachrohr demokratischer Wahrheit ist. Diese Zeitung ist zugleich ein Ausdruck des Zusammenwirkens aller demokratischen Kräfte unseres gemeinsamen Vaterlandes. So sollen und müssen alle Schichten und Richtungen unseres österreichischen Volkes zusammenstehen, um auf gemeinsamem Wege und in gemeinsamen Bemühungen zu dem zu gelangen, was der Name dieser Zeitung besagt: zu einem neuen Österreich.“

## Mitarbeitende
- Hellmut Andics, Redakteur
- Otto Basil, Kulturredakteur 1948–1964
- Dolores Bauer, Redakteurin
- Thomas Chorherr, Lokaljournalist
- Barbara Coudenhove-Kalergi, bis heute aktiv
- Anton Fellner, Chefredakteur 1964–1967
- Ernst Fischer, Chefredakteur bis 1947
- Rudolf Kalmar junior, Chefredakteur 1947–1956
- Kuno Knöbl
- Friedrich Lorenz, Chefredakteur ab 1956
- Theodor Ottawa
- Hermann Josef Ullrich, Musikkritiker 1946–1967
- Hans Weigel, Theaterkritiker und Autor
- Siegfried Weyr
- Ernst Wimmer
- Elfriede Hammerl, bis heute aktiv